# Mistrzostwa Polski w kolarstwie torowym – keirin mężczyzn
Mistrzostwa Polski w kolarstwie torowym w konkurencji keirin mężczyzn odbywają się od 1999.

## Medaliści
| Rok  | Złoto              | Srebro             | Brąz               |
| 1999 | Grzegorz Krejner   | Marcin Mientki     | Grzegorz Trębski   |
| 2000 | Grzegorz Krejner   | Marcin Mientki     | Konrad Czajkowski  |
| 2001 | Grzegorz Krejner   | Bartłomiej Saczuk  | Grzegorz Trębski   |
| 2002 | Łukasz Kwiatkowski | Grzegorz Krejner   | Grzegorz Trębski   |
| 2003 | Łukasz Kwiatkowski | Damian Zieliński   | Grzegorz Trębski   |
| 2004 | Kamil Kuczyński    | Tomasz Balcer      | Grzegorz Krejner   |
| 2005 | Grzegorz Krejner   | Damian Zieliński   | Łukasz Kwiatkowski |
| 2006 | Damian Zieliński   | Łukasz Kwiatkowski | Paweł Kościecha    |
| 2007 | Łukasz Kwiatkowski | Maciej Bielecki    | Tomasz Schmidt     |
| 2008 | Rafał Poper        | Rafał Sarnecki     | Tomasz Schmidt     |
| 2009 | Adrian Tekliński   | Łukasz Kwiatkowski | Kamil Kuczyński    |
| 2010 | Adrian Tekliński   | Damian Zieliński   | Kamil Kuczyński    |
| 2011 | Damian Zieliński   | Krzysztof Maksel   | Adrian Tekliński   |
| 2012 | Kamil Kuczyński    | Rafał Sarnecki     | Krzysztof Maksel   |
| 2013 | Kamil Kuczyński    | Rafał Sarnecki     | Mateusz Lipa       |
| 2014 | Krzysztof Maksel   | Kamil Kuczyński    | Grzegorz Drejgier  |
| 2015 | Rafał Sarnecki     | Grzegorz Drejgier  | Mateusz Rudyk      |
| 2016 | Kamil Kuczyński    | Mateusz Rudyk      | Paweł Rajkowski    |
| 2017 | Mateusz Lipa       | Krzysztof Maksel   | Damian Zieliński   |
| 2018 | Krzysztof Maksel   | Mateusz Lipa       | Kamil Kuczyński    |
| 2019 | Kamil Kuczyński    | Mateusz Rudyk      | Rafał Sarnecki     |
| 2020 | Krzysztof Maksel   | Patryk Rajkowski   | Daniel Rochna      |
| 2021 | Patryk Rajkowski   | Rafał Sarnecki     | Kamil Kuczyński    |
| 2022 | Mateusz Rudyk      | Patryk Rajkowski   | Krzysztof Maksel   |
| 2023 | Mateusz Rudyk      | Patryk Rajkowski   | Daniel Rochna      |
| 2024 | Rafał Sarnecki     | Mateusz Rudyk      | Maciej Bielecki    |